# 洞庭湖大桥 (杭瑞高速)
洞庭湖大桥 (杭瑞高速)又称杭瑞高速洞庭湖大桥，是一座在建双塔双跨钢桁架梁悬索桥。全长2.39公里，主跨1480米，采用双向六车道高速公路标准建设，设计时速100公里，桥面宽度33.5米。属于杭瑞高速临湘到岳阳段。概算投资37.39亿。
大桥于2013年开工建设，于2018年2月1日建成通车。